# Jürg Tschopp
Jürg Tschopp (ur. 1951 w Bazylei, zm. 22 marca 2011 w Alpach Szwajcarskich) – szwajcarski biochemik, który zajmował się badaniami naukowymi nad apoptozą i immunologicznymi podstawami zapalenia.

## Biografia
Studiował chemię na Uniwersytecie w Bazylei (dyplom ukończenia w 1974), a następnie doktoryzował się w dziedzinie biofizyki w 1979. Jako doktorant był z Hansem J. Müllerem-Eberhardem na stażu podoktorskim w Scripps Research Institute w La Jolla. W 1982 r. został adiunktem, a w 1989 profesorem na wydziale biochemii Uniwersytetu w Lozannie. Od 2003 pełnił funkcję zastępcy dyrektora wydziału biochemii.
Na początku lat 80. XX wieku przyczynił się do wyjaśnienia mechanizmu końcowej fazy działania układu dopełniacza, wykazując, że białko C9 zabija bakterie przez uszkodzenie ich ściany (z innymi białkami tworzy por w ścianie
bakteryjnej). Wkrótce potem odkrył, że cytotoksyczne komórki T układu odpornościowego podobnie działają na komórki nowotworowe. Poprzez działanie wydzielanego przez nie białka (perforyny), tworzą kanały w błonie komórkowej komórki nowotworowej, które umożliwiają wejście proteazy granzymu do wnętrza komórki nowotworowej. W 2000 odkrył drugi sposób, w jaki komórki T
inicjują apoptozę (poprzez receptor Fas i kinazę RIP, niezależnie od mechanizmu kaskady kaspaz).
W 1996 roku wraz ze współpracownikami odkrył, że komórki nowotworowe (czerniaka) wykazują ekspresję ligandu Fas na ich powierzchni jako mechanizm obrony przed układem odpornościowym organizmu.
Brał także udział w odkryciu cytokiny BAFF, która stymuluje proliferację
limfocytów B. Doprowadziło to do opracowania nowego leku stosowanego w leczeniu chorób
autoimmunologicznych (belimumab).
Później poświęcił się badaniom nad molekularnymi mechanizmami zapalenia. Odkrył rolę i funkcję inflammasomu, powstającego w odpowiedzi na wytrącające się kryształy kwasu moczowego w
dnie moczanowej. Te odkrycia zapoczątkowały opracowanie 
nowych leków działających poprzez inhibicję interleukiny 1 beta. 
Aktywacja interleukiny 1 beta przez inflamasom NLRP3 odkryty przez Tschoppa odgrywa również rolę w patogenezie chorób autoimmunologicznych i cukrzycy typu 2.
Zmarł na zawał serca podczas wyprawy narciarskiej ze synem w Alpach Szwajcarskich. W młodości uprawiał dziesięciobój lekkoatletyczny, później również zachowywał aktywność fizyczną.

## Nagrody i wyróżnienia
- 1992 Cloëtta-Preis
- 1986 Friedrich-Miescher-Preis
- 2004 European Cell Death Organization(ECDO) Award
- 2010 San Salvador Cancer Award
- 2008 Louis-Jeantet-Preis für Medizin